# Valerio Bertotto
Valerio Bertotto (Turim, 15 de janeiro de 1973) é um treinador de futebol e ex-futebolista italiano que atuava como lateral-direito.

## Carreira
Iniciou a carreira em 1990, no Alessandria, então na antiga Série C2 (atual Lega Pro). Atuou em 26 partidas até 1993, ano em que foi contratado pela Udinese.
Pelo clube friulano, Bertotto atuou por 13 anos (1993-2006), em 334 jogos, marcando apenas três gols. Capitaneou a Udinese durante a campanha que levou a equipe a disputar sua primeira - e, até hoje, única - Liga dos Campeões da UEFA na fase de grupos, em 2005-06.
Em julho de 2006, assina com o Siena, onde joga por 2 temporadas, atuando em 43 partidas e marcando 2 gols. Dispensado em junho de 2008, Bertotto permaneceu sem jogar o restante do ano, voltando à ativa em janeiro de 2009, quando assinou com o Venezia. Em 19 jogos, o lateral-direito não marcou nenhum gol durante sua passagem pela equipe do Vêneto. Com a falência dos Arancioneroverdi, Bertotto foi dispensado e, sem clube, optou pela aposentadoria.

## Seleção
Pela Seleção Italiana de Futebol, o lateral-direito disputou 4 partidas entre 2000 e 2001, estreando contra a Geórgia. Uma lesão no joelho impediu Bertotto de jogar a Copa de 2002.